# Herbert Bloch
Herbert Bloch (Berlín, 18 de agosto de 1911-Cambridge, 6 de septiembre de 2006) fue un historiador judío-alemán radicado en Estados Unidos. Se desempeñó como profesor de Clásicos en la Universidad de Harvard y era reconocida como una erudito en historiografía griega, epigrafía y arqueología romana, monaquismo medieval y la transmisión de la cultura y la literatura clásicas.

## Biografía
Nació en Alemania dentro del seno de una familia judía. Estudió Historia Antigua, Filología Clásica y Arqueología en la Universidad de Berlín y en la Universidad de Roma, donde recibió su doctorado en Historia Romana en 1935 y el Diploma di perfezionamento en 1937. Obtuvo un LLD de la Universidad de Cassino en 1989.
Formó parte del personal de las excavaciones en Ostia en 1938. Debido a la legislación antisemita en Italia en ese momento, emigró a Estados Unidos en 1939. Su hermano, que permaneció en Alemania, fue asesinado en el Holocausto. Eenseñó en la Universidad de Harvard de 1941 a 1982. Sus intereses docentes e investigadores involucraron la historiografía griega y romana, la epigrafía latina, la arqueología romana (especialmente la arquitectura) y la literatura latina medieval.
Fue miembro del Instituto de Estudios Avanzados de Princeton (1953–54), profesor encargado de la Escuela de Estudios Clásicos de la Academia Estadounidense en Roma (1957–59), miembro principal de la Sociedad de Becarios (1964–79), Fideicomisario de la Biblioteca Clásica Loeb (1964–73). Se desempeñó como presidente de la Asociación Filológica Estadounidense (1968/9) y como presidente de los miembros de la Academia Medieval de América (1990–93). Fue miembro de la Academia Estadounidense de Artes y Ciencias, la Sociedad Filosófica Estadounidense, la Pontificia Accademia Romana di Archeologia, el Instituto Arqueológico Alemán y la Zentraldirektion de los Monumenta Germaniae Histórica. Fue galardonado con el Premio "Cultori di Roma" 1999.
Falleció el 6 de septiembre de 2006 en Cambridge, Massachusetts.

## Trabajos seleccionados
Sus publicaciones incluyen:
- I bolli laterizi e la storia edilizia romana. Contributi all'archeologia e alla storia romana (1936–38), impreso como libro en 1948, 2ª ed. 1968
- Suplemento del vol. XV,1 del Corpus Inscriptionum Latinarum, incluidos índices completos de los sellos de ladrillo romanos (1948; 2ª ed. 1967); ed. Felix Jacoby, Abhandlungen zur griechischen Geschichtsschreibung (1956)
- "Der Autor der Graphia aureae urbis Romae", Deutsches Archiv für Erforschung des Mittelalters, 40 (1984), págs. 55-175 (ligeramente ampliado para ser publicado como libro por la Monumenta Germaniae Historica )
- Monte Cassino en la Edad Media, 3 vols. (1986) (premiado con el Praemium Urbis en Roma 1987 y la Medalla Haskins de la Academia Medieval 1988)
- El expediente Atina de Pedro el Diácono de Monte Cassino. Un romance hagiográfico del siglo XII publicado en la serie Studi e Testi 346 (1998).

## Otras fuentes
- Christopher P. Jones, Herbert Bloch. Memorias biográficas, en Actas de la Sociedad Filosófica Estadounidense, vol. 152, núm. 4, diciembre de 2008, págs. 533–40
- Mariano Dell'Omo, In Memoriam. Herbert Bloch (1911-2006) storico del medioevo cassinese, en «Benedectina. Rivista del Centro storico benedettino italiano», 53 (2006), pp. 517–523
- Obras de Herbert Bloch del catálogo de la Biblioteca Nacional de Alemania